# Genremåleri

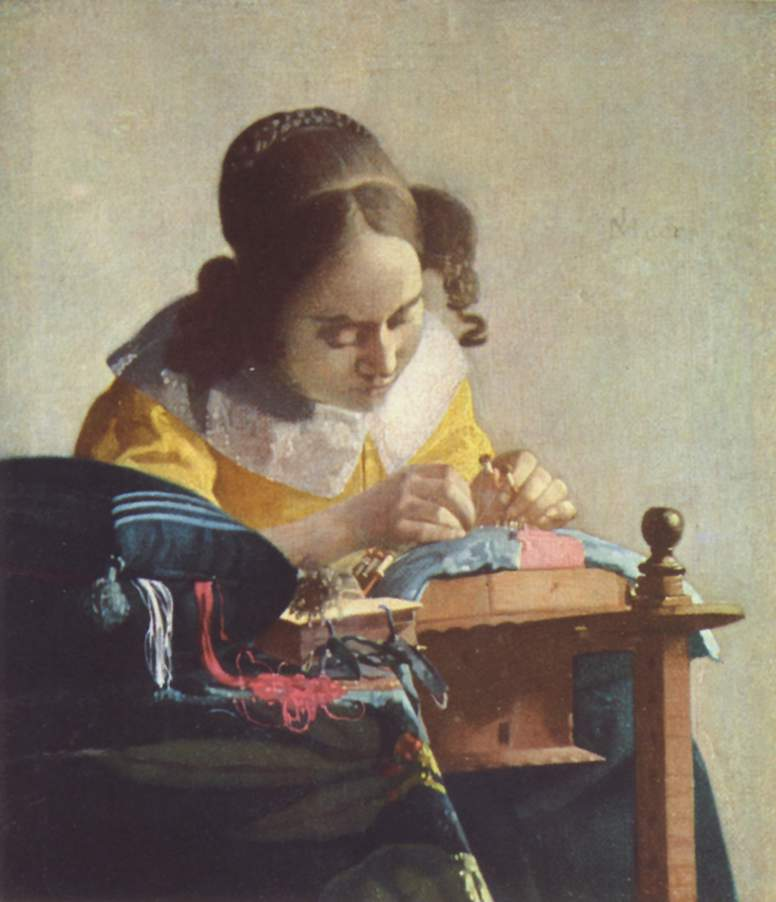
Jan Vermeers Knypplerskan från 1654 är ett exempel på genremåleri.

Genremåleri kallas målningar som avbildar motiv från vardagslivet. Oftast föreställer det personer i hemmiljö, på gatan, på marknader, arbetande bönder och så vidare. Genremåleri står i motsats till andra typer av måleri såsom historiemåleri, porträttmåleri, marinmåleri och landskapsmåleri.
Inom bildkonsten uppstår ofta missförstånd då orden "genremåleri" och "genre" inte har likartad betydelse.
- Med genre avses en viss motivtyp (landskap, porträtt, marint etc).
- I sammansättningar såsom genrebild, genremåleri, genremålare, genrekonst syftar man däremot endast på bilder med motiv från vardagslivet.[1][2]

## Historia

### Tidig genrekonst

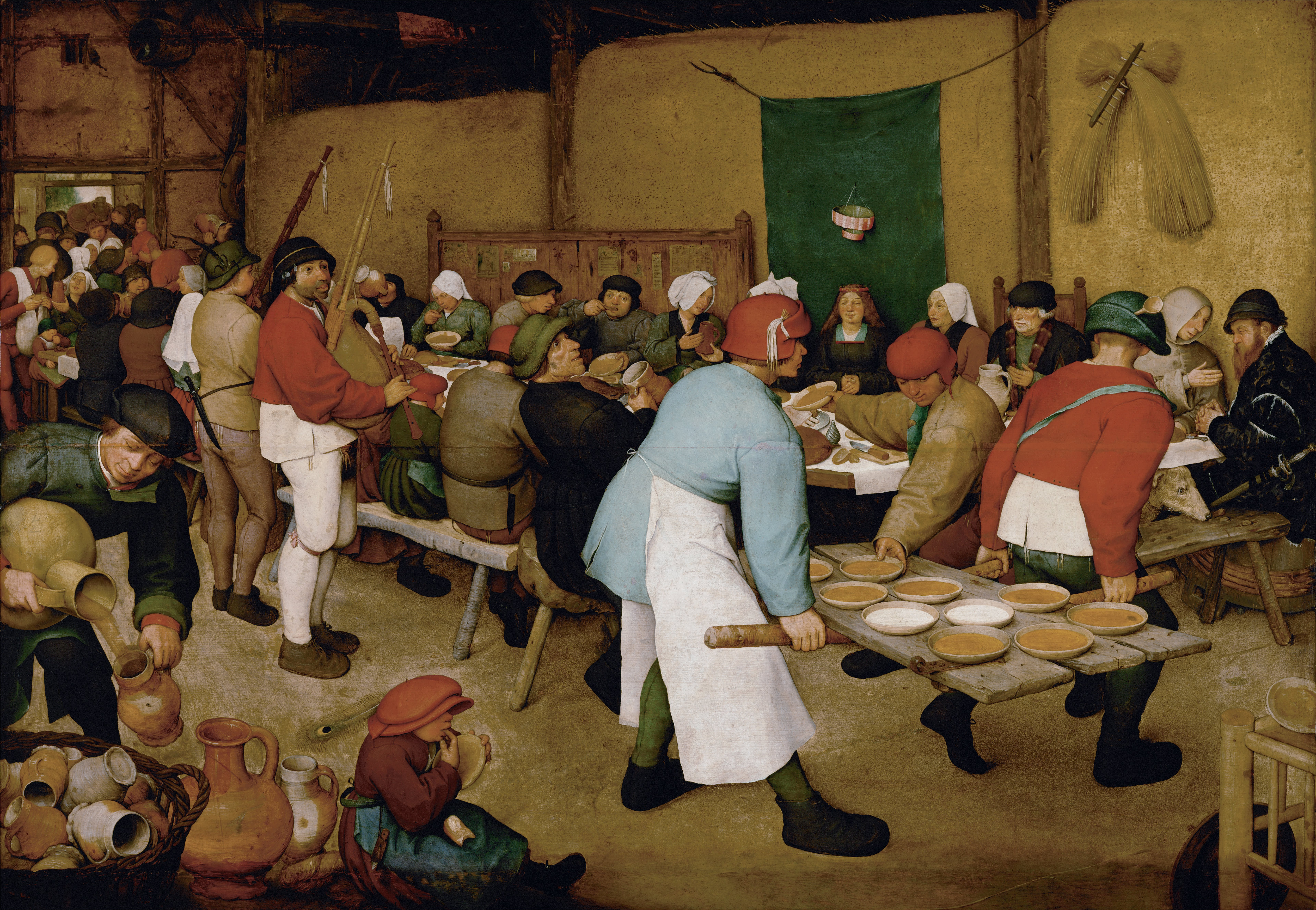
Bondbröllop (1568) av Pieter Bruegel d.ä..

Genrebilder har funnits i nästan alla konsttraditioner. Målade dekorationer i antikens egyptiska gravar föreställer scener med arbete och förlustelser. Vid utgrävningar i de antika städerna Pompeji och Herculaneum har det framkommit många genrebilder i form av mosaik och väggmålningar. I medeltidens katedraler, särskilt under gotiken, uppträder genrekonst regelbundet som skulptur bland annat på kapitäl och i så kallade månadsbilder på portalernas sidor. Under senmedeltidens var tideböcker är ofta dekorerade med lantliga vardagsbilder.

### Utvecklingen av den moderna genrekonsten
Renässanskonsten var huvudsakligen officiell konst beställda av påvar, kyrkor och sekulära ledare för inspirera folket med religiösa och moraliska värderingar. Dessa gjordes ofta i stort format för att lätt kunna ses.
År 1517 kom reformationen då protestantiska länder som Nederländerna, Tyskland och Flandern revolterade mot den katolska kyrkan. Detta resulterade i att det religiösa måleriets betydelse snabbt minskade i betydelse över Europa. Under samma tid hade konstnärer börjat övergå till en ny metod att måla, oljemåleriet, som tillät mycket högre kontroll och därmed mer detaljrikedom på målningarna.
Dessa två faktorer ledde tillsammans fram till en produktion av små genremålningar (såväl som interiörbilder och porträttmålningar) vilket blev populärt under 1600-talet bland överklassen och politiska ledare i Nederländerna och Tyskland. Tidiga exempel på genrescener är verk av Quinten Matsys och Pieter Brueghel den äldre. Under 1600- och 1700-talet tog genremåleriet rejäl fart i Nederländerna där den främsta var Johannes Vermeer. När väl konstformen etablerat sig där spred sig den snart vidare till övriga Europa.

### 1800-talet

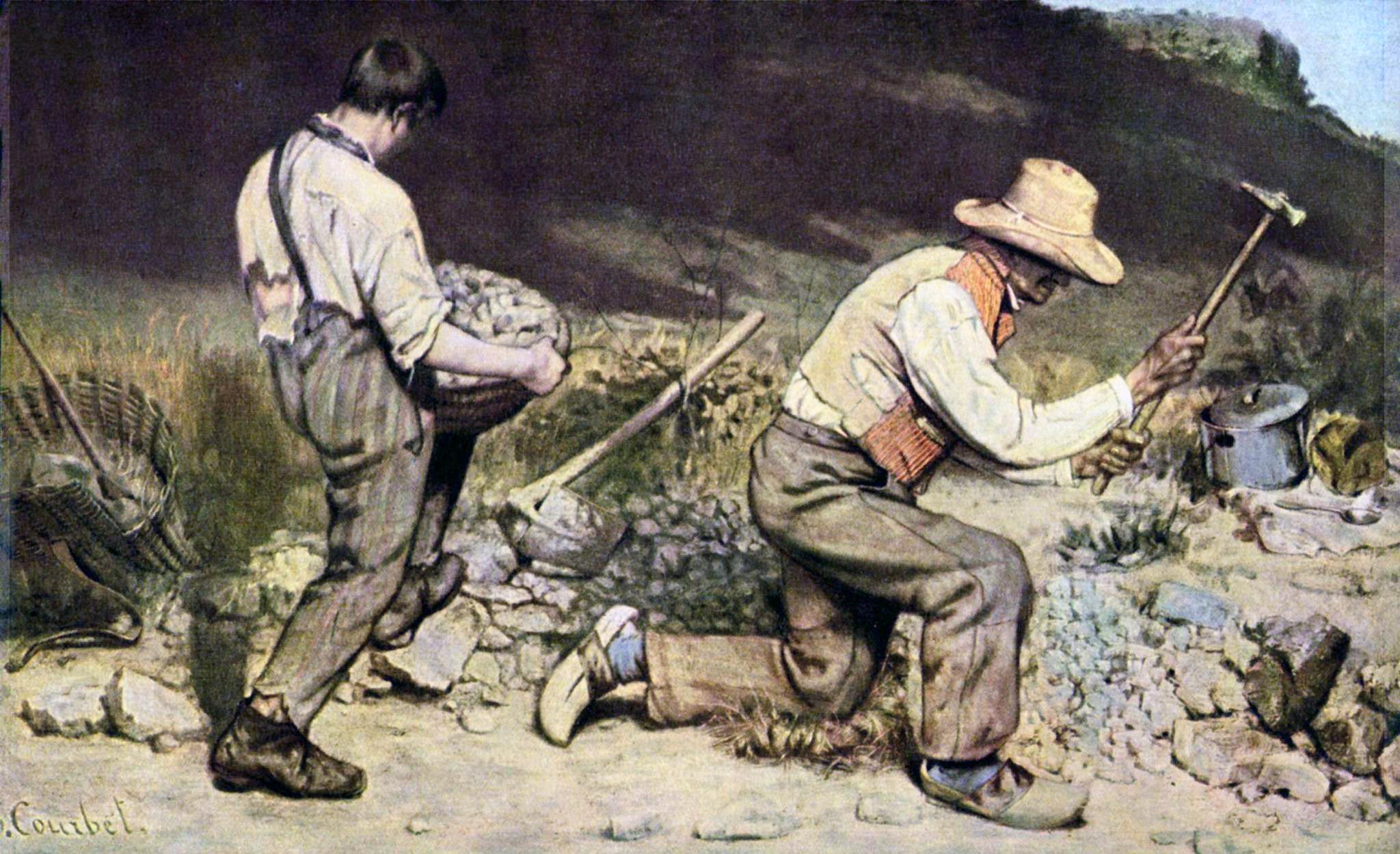
Stenbrytarna (1849) av Gustave Courbet.

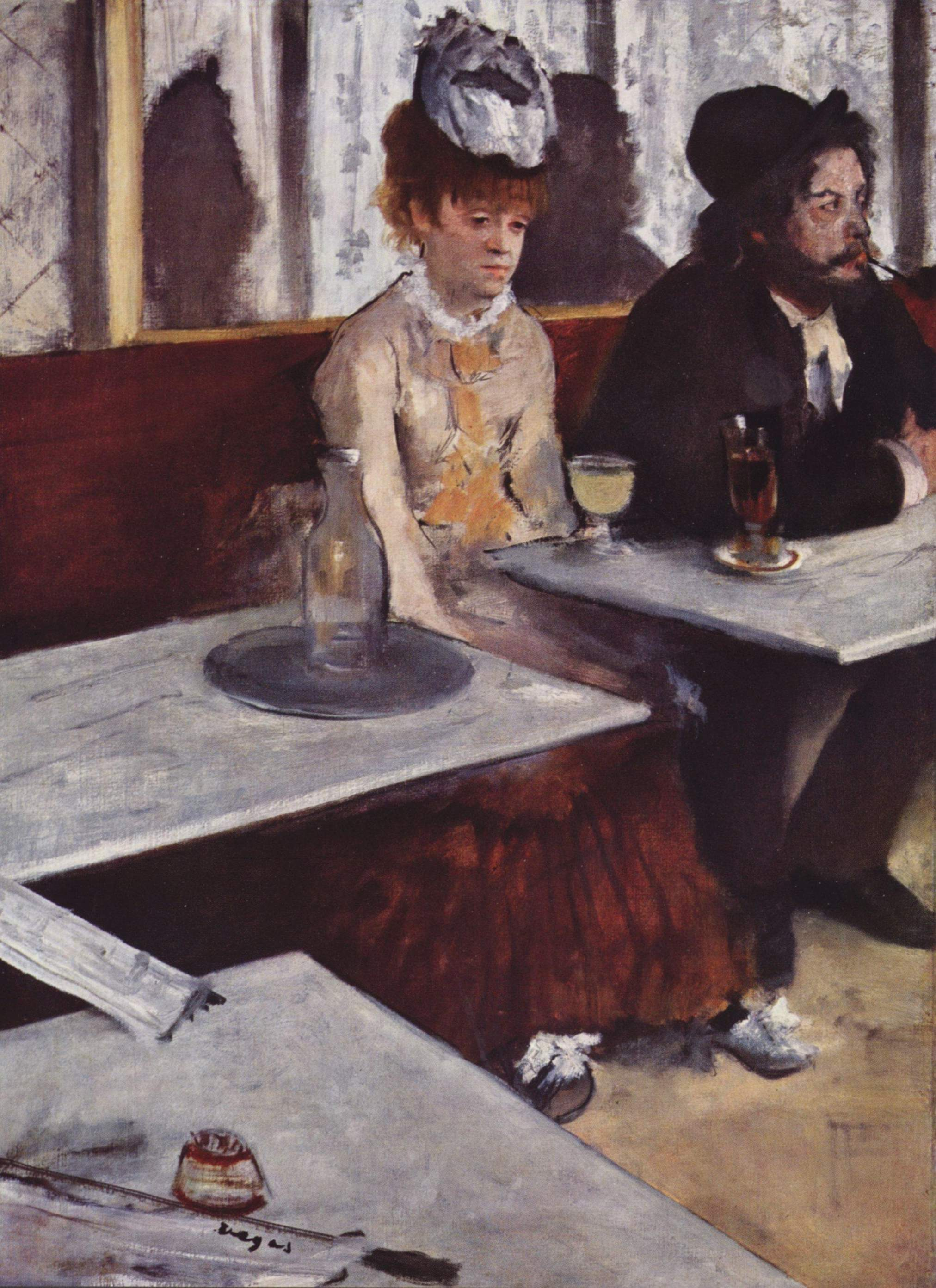
Absinten (1876) av Edgar Degas.

Då det religiösa och historiska måleriet avtog under 1800-talet så sökte allt fler konstnärer inspiration från det vanliga människors vardagsliv. Realisterna, speciellt i Frankrike, tog ytterligare ett steg genom att placera sina vardagsbilder på dukar i stort format, något som tidigare bara hade varit reserverat för konst med högre status. Detta bidrog till att höja genremåleriets status.
I Frankrike under 1800-talets först hälft var de två stora genremålarna Jean-François Millet och Gustave Courbet. Medan bondesonen Millet koncentrerade sig på att måla det lantliga Frankrike med bilder som Axplockerskor (1857), så målade Courbet bilder från samhällets alla delar. Några av hans mest kända verk är Stenbrytarna (1849), Begravning i Ornans (ca 1850) och Ateljén (1855).
Genremåleriet nådde sin höjdpunkt under franska impressionismen. Förutom landskapsmålare fokuserade sig de flesta av impressionisterna på vanliga människors liv. Det var tavlor såsom En bar i Folies Bergère (1882) av Édouard Manet, Roddarnas frukost av Auguste Renoir och Absinten (1876) av Edgar Degas.

### 1900-talet
Under det tidiga 1900-talet fortsatte konstnärer av varierande ismer att måla genremotiv av hög kvalitet. Bland annat expressionister och kubister såsom Pablo Picasso, Ernst Ludwig Kirchner och Otto Dix.